# Parey-sous-Montfort
Parey-sous-Montfort ist eine französische Gemeinde mit 172 Einwohnern (Stand: 1. Januar 2022) im Département Vosges in der Region Grand Est (bis 2015: Lothringen). Sie gehört zum Arrondissement Neufchâteau und zum Gemeindeverband Terre d’Eaul. Die Bewohner werden Parésiens genannt.

## Geografie
Die Gemeinde Parey-sous-Montfort liegt etwa sieben Kilometer nördlich der Kurstadt Vittel. Wie ein Hufeisen umschließt ein bewaldetes Hochplateau das Dorf entlang der 400-m-Höhenmarke. Die Bäche im 7,04 km² umfassenden Gemeindegebiet entwässern nach Südwesten zum Vair, einem Nebenfluss der oberen Maas. Umgeben wird Parey-sous-Montfort von den Nachbargemeinden Gemmelaincourt im Norden, Domjulien im Osten, They-sous-Montfort im Südosten, Vittel und Saint-Remimont im Südwesten sowie Belmont-sur-Vair im Nordwesten.

## Geschichte
Während des Ancien Régime war Parey-sous-Montfort Teil der Vogtei Mirecourt. Der Namenszusatz „-sous-Montfort“ (-unter [dem] Montfort) deutet auf eine frühe Verbindung zur mittelalterlichen Höhenburg Montfort im sieben Kilometer südöstlich gelegenen La Neuveville-sous-Montfort.
Die Kirche St. Martin gehörte zum Dekanat Porsas in der Diözese Toul. Das neben der Kirche befindliche Priorat war ab 1668 der Sitz eines Hospizverbandes der Prämonstratenser in Abhängigkeit von der Abtei Molesme.
Das Priorat wurde im Jahr 1662 von Joachim Vaultrin gegründet.

### Bevölkerungsentwicklung
| Jahr      | 1962 | 1968 | 1975 | 1982 | 1990 | 1999 | 2006 | 2014 | 2021 |
| Einwohner | 153  | 150  | 181  | 168  | 158  | 154  | 148  | 141  | 167  |

Im Jahr 1831 wurde mit 437 Bewohnern die bisher höchste Einwohnerzahl ermittelt. Die Zahlen basieren auf den Daten von cassini.ehess und INSEE.

## Sehenswürdigkeiten
- Kirche St. Martin
- ehemaliges Priorat, zusammen mit der Kirche als Monument historique ausgewiesen[5]
- Herrenhaus in der Rue du Gras 43 aus dem Jahr 1786, Monument historique[6]

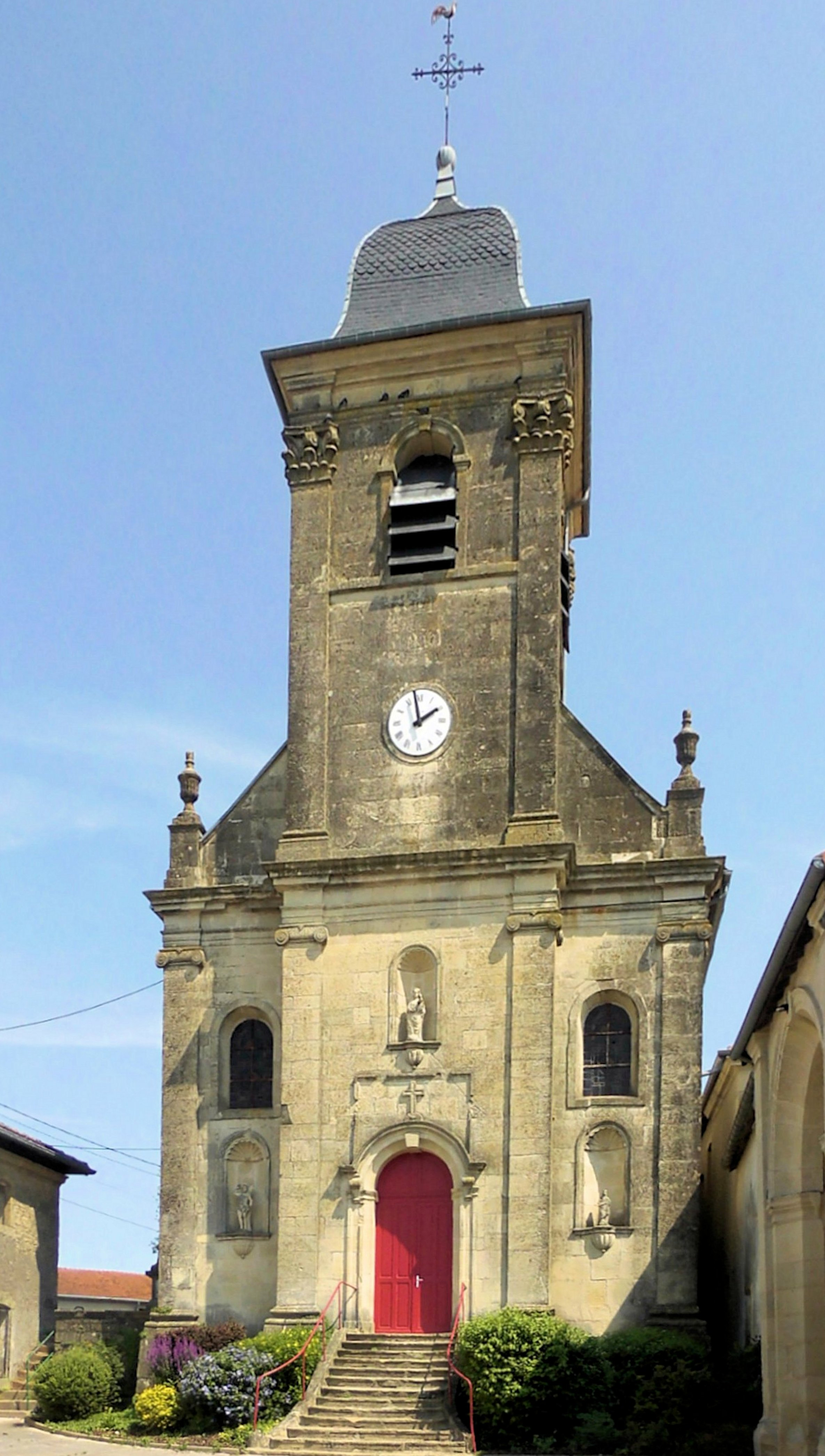
Kirche St. Martin
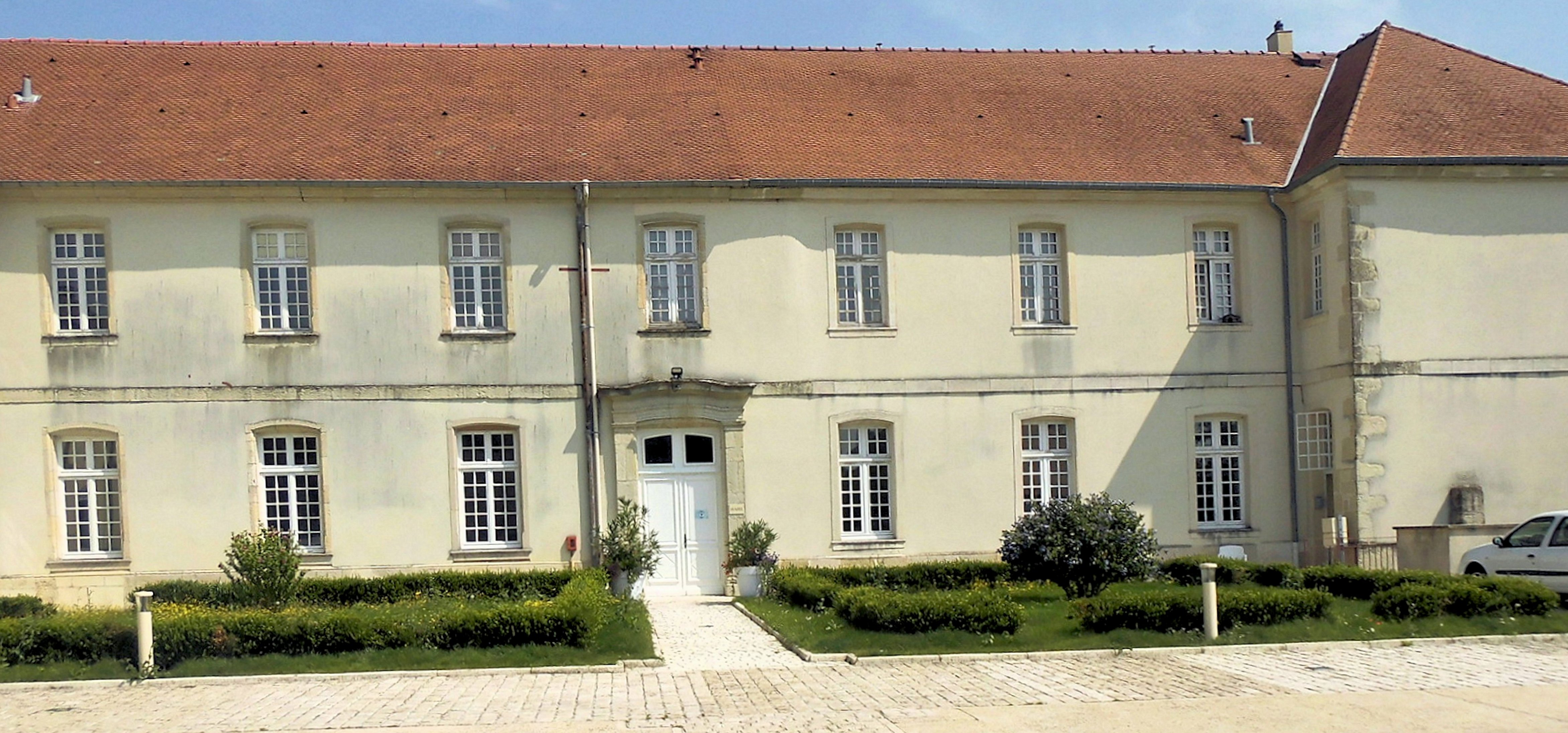
Rathaus im Südflügel des ehemaligen Prioratsgebäudes

## Wirtschaft und Infrastruktur
In Parey-sous-Montfort gibt es kleinere Unternehmen der Baubranche und vier landwirtschaftliche Betriebe (Obstanbau, Milchwirtschaft, Rinderzucht).
Die Gemeinde liegt abseits der überregional wichtigen Verkehrswege. Der nächste Bahnhof sowie Anschlüsse an Fernstraßen bestehen in der sieben Kilometer entfernten Stadt Vittel.

## Belege
1. ↑  Parey-sous-Montfort auf Vosges-archives.com (Memento des Originals vom 28. September 2016 im Internet Archive)  Info: Der Archivlink wurde automatisch eingesetzt und noch nicht geprüft. Bitte prüfe Original- und Archivlink gemäß Anleitung und entferne dann diesen Hinweis. (französisch, PDF-Datei)
2. ↑  Priorat Parey auf Vosges-archives.com (Memento des Originals vom 28. September 2016 im Internet Archive)  Info: Der Archivlink wurde automatisch eingesetzt und noch nicht geprüft. Bitte prüfe Original- und Archivlink gemäß Anleitung und entferne dann diesen Hinweis. (französisch, PDF-Datei)
3. ↑  Parey-sous-Montfort auf cassini.ehess
4. ↑  Parey-sous-Montfort auf INSEE
5. ↑  Ancien prieuré in der Base Mérimée des französischen Kulturministeriums (französisch)
6. ↑  Domaine de l’ancienne maison seigneuriale du Houx in der Base Mérimée des französischen Kulturministeriums (französisch)
7. ↑  Landwirtschaftsbetriebe auf annuaire-mairie.fr (französisch)